# Château de Rozay
Ne doit pas être confondu avec Château du Rozay.
Le château de Rozay est un édifice situé à Saint-Georges-sur-la-Prée, en France.

## Situation
Le château de Rozay est situé sur la rive gauche du Cher sur le territoire de la commune de Saint-Georges-sur-la-Prée, au lieu-dit Rozay, dans le département français du Cher en région Centre-Val de Loire.

## Historique
Le château dont le plan est traditionnel pour le Moyen Âge date du la fin du XVe siècle et du début du XVIe siècle. Il a fait l'objet de travaux notables au XVIIe siècle, XVIIIe siècle et à la fin du XIXe siècle.
Il aurait été créé pour les Sardé, une famille de la petite noblesse de Bourges. L'historien français Émile de Toulgoët-Tréanna a été propriétaire du château,.

## Description
Selon la fiche des monuments historiques, le château de Rozay a conservé ses dispositions anciennes, caractéristiques des petits châteaux ruraux du Berry date du la fin du XVe siècle et du début du XVIe siècle. Il a en outre, conservé une certaine « authenticité », malgré des apports faits par Émile de Toulgoët-Tréanna à la fin du XIXe siècle.

## Protection
Le monument est inscrit au titre des monuments historiques par arrêté du 14 septembre 2000, avec ses dépendances, les sols de la basse-cour, de la cour et du jardin, les douves et les murs de clôture.

## Valorisation du patrimoine
Le château est une propriété privée. Sa dernière propriétaire, Gabrielle Lion, l'a transmis à une association (Association Renaissance du Château de Rozay) pour l'entretenir. Une  partie des terres agricoles a été vendue séparément à un agriculteur local. À terme, il est prévu qu'il soit ouvert à la visite,,.